# Молодцы (деревня)
Молодцы — деревня в Новомосковском административном округе Москвы  (до 1 июля 2012 года в составе Подольского района Московской области). Входит в состав поселения Рязановское.
Другие названия: Деревня Молодцевскiе Выселки (на 1913 г), Молоцески Дворики [К.Шуб.1860], Молодцы [К.ОкМ.1931], Молодцовские Дворики [1865 год, ЦГАМ ф.203 оп.747 д.1909 л.521]

## Население
Согласно Всероссийской переписи, в 2002 году в деревне проживало 63 человека (25 мужчин и 38 женщин). По данным на 2005 год в деревне проживало 59 человек.

## Расположение
Деревня Молодцы расположена у западной границы города Щербинка. Примерно в 2 км к северо-востоку от деревни расположена станция Щербинка Курского направления МЖД.

## История
Издревле окрестности Никольского погоста на реке Малая Десна были заселены славянами-кривичами. С основанием Добрятина на Пахре в 90-е годы X в. Земли эти вошли в состав Киевской Руси. При дроблении государства они принадлежали Смоленскому княжеству, а с середины XII в. отошли звенигородским князьям. Вплоть до XVIII в. эта местность относилась к Звенигородскому уезду, а Никольский погост в церковно-административном отношении числился за Звенигородской территориальной десятиной.
Со строительством Ордынской дороги местность на Малой Десне заметно преобразилась. В двух верстах от устья речки, по правому берегу которой она шла прямо на юг, св. князь Даниил основал становое село Молодцы.
Интересная статья о "Сохранившемся участке древней Большой Ордынской дороги" есть на сайте Александра Л. - Блог о путешествиях .
Уже само название стана «Молодцы» (известно также сходное «Молоди», «Молодечно», «Молодцевские выселки», или «Молодцевские дворики») имело сугубо воинское содержание и означало сторожевую заставу, дружину или отряд молодых холостых воинов, во главе которого стоял наместник князя – воевода, он же становщик Молоцкий из числа бояр, отвечавший перед князем за порядок на дороге, ее оборону и сбор дани на местах.
Село стало центром Молоцкого стана, одного из крупнейших на юге Московского княжества (ил. 8). Просуществовавший с XIII до XVIII в. стан включал земли в низовьях реки Десны и по южному берегу реки Пахры. Среди селений стана наиболее известными стали Остафьево, Ерино, Подол, Дубровицы, Лемешево, Ивановское, Добрятино, Покров, Щербинки-Горки. С севера Молоцкий стан граничил с Черменевским и Васильевским станами, а с юга – с Перемышльской и Ростовецкой волостями.
Напротив станового села Молодцы через реку находился Никольский погост, который, не исключено, был поставлен на месте древнейшего языческого капища. Церковь располагалась там, где ныне находится заброшенное кладбище. На соседнем холме к югу, называемому в народе «Поповской горкой», находился дом священника (ил. 66).
Источник сведений - книга «Памятник земли Московской. Церковь Знамения в Захарьино» доступна для скачивания на сайте Знаменской церкви.